# تريسي مور (صحفية)
تريسي مور هي صحفية كندية، ولدت في 6 يناير 1975 في تورونتو في كندا.